# 12e armée régionale (Japon)
Pour les articles homonymes, voir 12e armée.
La 12e armée régionale (第12方面軍, Dai-jūni hōmen gun) est une composante de l'armée impériale japonaise basée à Tokyo durant la Seconde Guerre mondiale.

## Histoire
La 12e armée régionale japonaise est formée le 1er février 1945 sous le contrôle direct de la première armée générale. Elle fait partie des efforts désespérés de l'empire du Japon d'empêcher les débarquements alliés à Honshū durant l'opération Downfall (ou opération Ketsugō (決号作戦, Ketsugō sakusen) en japonais). Elle est responsable de la région de Kantō et est basée à Tokyo.
Elle est principalement composée de réservistes peu entraînés, d'étudiants conscrits, et de miliciens. De plus, les Japonais forment des corps combattants des citoyens patriotiques qui intègrent tous les hommes en bonne santé de 15  à   60 ans et les femmes de 17  à   40 ans. Les armes, l'entraînement, et les uniformes manquent globalement, certains hommes ne sont même armés qu'avec des mousquets à chargement par la bouche, des arcs longs, ou des lances de bambou. On attend cependant d'eux qu'ils fassent leur devoir jusqu'au bout.
La 12e armée régionale est démobilisée lors de la reddition du Japon le 15 août 1945 sans avoir combattu.

## Commandement

### Commandants
|   | Nom                      | De               | À                |
| - | ------------------------ | ---------------- | ---------------- |
| 1 | Général Keisuke Fujie    | 1er février 1945 | 9, mars 1945     |
| 2 | Général Shizuichi Tanaka | 9 mars 1945      | 24 août 1945     |
| 3 | Général Kenji Doihara    | 25 août 1945     | 2 septembre 1945 |

### Chef d'état-major
|   | Nom                               | De               | À             |
| - | --------------------------------- | ---------------- | ------------- |
| 1 | Lieutenant-général Eiichi Tatsumi | 1er février 1945 | 1er mars 1945 |
| 2 | Major-général Tatsuhiko Takashima | 1er mars 1945    | 25 août 1945  |